# Oedothorax pilosus
Oedothorax pilosus là một loài nhện trong họ Linyphiidae.
Loài này thuộc chi Oedothorax. Oedothorax pilosus được Jörg Wunderlich miêu tả năm 1978.